# Densità spettrale di potenza
In teoria dei segnali, dato un generico segnale di potenza {\displaystyle x(t)\in \mathbb {C} ^{1}} con trasformata di Fourier {\displaystyle X(f)} e valore di potenza {\displaystyle {\mathcal {P}}_{x}\ }, si definisce densità spettrale di potenza (o anche spettro bilaterale di densità di potenza) la seguente funzione della frequenza {\displaystyle f}:
{\displaystyle {\mathcal {P}}_{x}(f):=\lim _{T\to +\infty }\left({\frac {|X_{T}(f)|^{2}}{T}}\right),\quad \forall f\quad }
dove {\displaystyle X_{T}(f):={\mathcal {F}}\{x_{T}(t)\}} è la Trasformata di Fourier del segnale:
{\displaystyle x_{T}(t):=x(t)rect\left({\frac {t}{T}}\right)\equiv {\begin{cases}x(t),&{\mbox{se }}0\leq |t|\leq T/2\\0,&{\mbox{se }}|t|>T/2\end{cases}}}
Si osservi che ciò vale solo se {\displaystyle x(t)} è un segnale di potenza; se il segnale fosse di energia, avrebbe senso ricercare invece la densità spettrale di energia.
È possibile calcolare la potenza del segnale {\displaystyle {\mathcal {P}}_{x}} valutando l'area sottesa dalla funzione {\displaystyle {\mathcal {P}}_{x}(f)} per tutte le frequenze dello spettro elettromagnetico, ovvero calcolando:
{\displaystyle {\mathcal {P}}_{x}\equiv \int _{-\infty }^{+\infty }{\mathcal {P}}_{x}(f)df\quad }

## Proprietà
- È una funzione a valori reali e non negativi della frequenza {\displaystyle f}, ovvero   {\displaystyle {\mathcal {P}}_{x}(f)\in \mathbb {R} ^{1}\geq 0,\quad \forall f} ;
- Quando {\displaystyle x(t)} è a valori reali allora {\displaystyle {\mathcal {P}}_{x}(f)} è una funzione pari, cioè  {\displaystyle {\mathcal {P}}_{x}(-f)={\mathcal {P}}_{x}(f),\quad \forall f\geq 0,\quad (x(t)\in \mathbb {R} ^{1})};
- {\displaystyle {\mathcal {P}}_{x}(f)} è ottenibile tramite il Teorema di Wiener-Chinčin una volta nota la funzione di autocorrelazione {\displaystyle p_{xx}(t)}, in particolare {\displaystyle {\mathcal {P}}_{x}(f):={\mathcal {F}}\{p_{xx}(t)\}}.